# Malovyský rajón
Malovyský rajón (ukrajinsky Маловисківський район) byl rajón v Kirovohradské oblasti na Ukrajině. Hlavním městem byla Mala Vyska a rajón měl přibližně 44 tisíc obyvatel. 

## Sídla v rajónu
- Mala Vyska
- Smoline